# David Dodd
David LeFevre Dodd (23 agosto 1895 – Portland, 18 settembre 1988) è stato un economista e imprenditore statunitense.
È noto per essere stato allievo e poi collega di Benjamin Graham alla Columbia Business School. Il crollo di Wall Street del 1929 colpì duramente Graham, che fu costretto a seguire un approccio agli investimenti più prudente e sicuro. Graham accettò di insegnare con la condizione che qualcuno prendesse appunti. Dodd, all'epoca giovane istruttore, si offrì volontario e produsse delle trascrizioni che servirono come base per il libro Security Analysis (1934), che galvanizzò il concetto di value investing ed è il testo relativo all'investimento più lungo mai pubblicato.

## Biografia

### Giovinezza e formazione
Nel 1916, Dood si diplomò alla High Street School, in Martinsburg, West Virginia, dove suo padre era il direttore. Dal 1917 al 1919, fu arruolato nella marina militare statunitense durante la prima guerra mondiale. Nel 1920 completò il suo corso di laurea in scienze, alla University of Pennsylvania. Un anno dopo conseguì un master in scienze alla Columbia University.

### Vita accademica
Dal 1922 al 1925 Dood fu istruttore di economia alla Columbia University. Dal 1925 al 1930 fu istruttore di finanza. Inoltre, dal 1926 al 1945, egli fu responsabile dei corsi di economia aziendale. Nel 1930 conseguì un PhD alla Columbia University. Fu professore assistente di finanza dal 1930 al 1938, professore associato dal 1938 al 1947 e professore ordinario dal 1947 al 1961 alla Columbia University. Dal 1948 al 1952 fu socio associato. Nel 1961 andò in pensione come professore emerito in finanza. Il 17 maggio 1984, in occasione del 50º anniversario di Security Analysis, Michael I. Sovern, presidente della Columbia University, gli conferì una laurea ad honorem in lettere, per aver applicato le teorie finanziarie con risultati brillanti in un contesto altamente competitivo per gli investimenti.
Dodd fu membro delle seguenti organizzazioni: American Economic Association, Social Science Research Council (nell'ambito del comitato per gli investimenti dal 1950 al 1956), American Finance Association (in qualità di vice presidente dal 1946 al 1947), New York Society of Security Analysts, Beta Gamma Sigma, Phi Gamma Delta, Alpha Kappa Psi, e Phi Chi Theta.
Al momento della sua morte, le varie edizioni del libro di cui fu co-autore, Security Analysis, avevano venduto oltre 250 000 copie.

### Vita professionale
Dal 1921 al 1922 fu assistente ricercatore per un economista alla National Bank of Commerce di New York (ora part della JPMorgan Chase Bank). Nel 1928 fece consulenze per clienti privati nel campo degli investimenti. Dal 1950 al 1959 fu socio della Newman & Graham Ltd. (un hedge fund non regolato). Dal 1958 al 1959, fu socio della Graham-Newman & Co. (un fondo d'investimento regolamentato costituito nel 1929).

## Value investing
Le frasi "Graham and Dodd," "value investing", "margine di sicurezza" e "valore intrinseco" - tutte bibliche per i value investor - sono spesso usate intercambiabilmente quando si fa riferimento al particolare approccio di investimento. Nonostante l'affermarsi della teoria moderna del portafoglio (TMP) nei tardi anni '50, il value investing dimostrò di essere uno stile di investimento formidabile, al punto da sfidare la TMP.
Per i value investor i titoli possono essere prezzati correttamente, sottovalutati o sopravvalutati. Al contrario la TMP, sostenendo l'ipotesi del mercato efficiente, afferma che il prezzo delle azioni è sempre corretto. I value investor puristi rigettano l'utilità del capital asset pricing model (CAPM), in parte, perché esso estrapola scorrettamente la volatilità storica come un proxy per il rischio. Per esempio, se i prezzi delle azioni di una società scendono del 75%, assumendo che le fondamenta sottostanti della società sia solide, un sostenitore della TMP, interpreterebbe la riduzione come un sintomo di volatilità e, quindi, vedrebbe la società come rischiosa; al contrario, un value investor verifica se la società è sottovalutata e, nel caso, procede all'acquisto delle azioni, ritenendo che - al contrario - il rischio, a seguito della riduzione dei prezzi, sia addirittura più basso che in precedenza. Pertanto, i value investor vedono le metriche TMP - come deviazione standard, beta (deviazione standard relativa), alpha (sovrarendimento) e l'indice di Sharp (rendimento aggiustato per il rischio) - come inadeguate e persino fuorvianti.
Tuttavia, il successo di altri numerosi fondi di investimento e professionisti che hanno applicato le teorie del value investing ne ha indebolito le asserzioni, attribuendo il successo al caso. Poiché il value investing rigetta la TMP e il suo uso di sofisticate tecniche statistiche, è ironico che i teorici della TMP attribuiscano il suo successo alle code della deviazione standard. Bruce Greenwald ha revisionato e rilanciato il curriculum del value investing alla Columbia nella primavera del 1994. Oggi, il value investing gode di ampia fama tra gli accademici e gli investitori in tutto il mondo.

## Vita privata

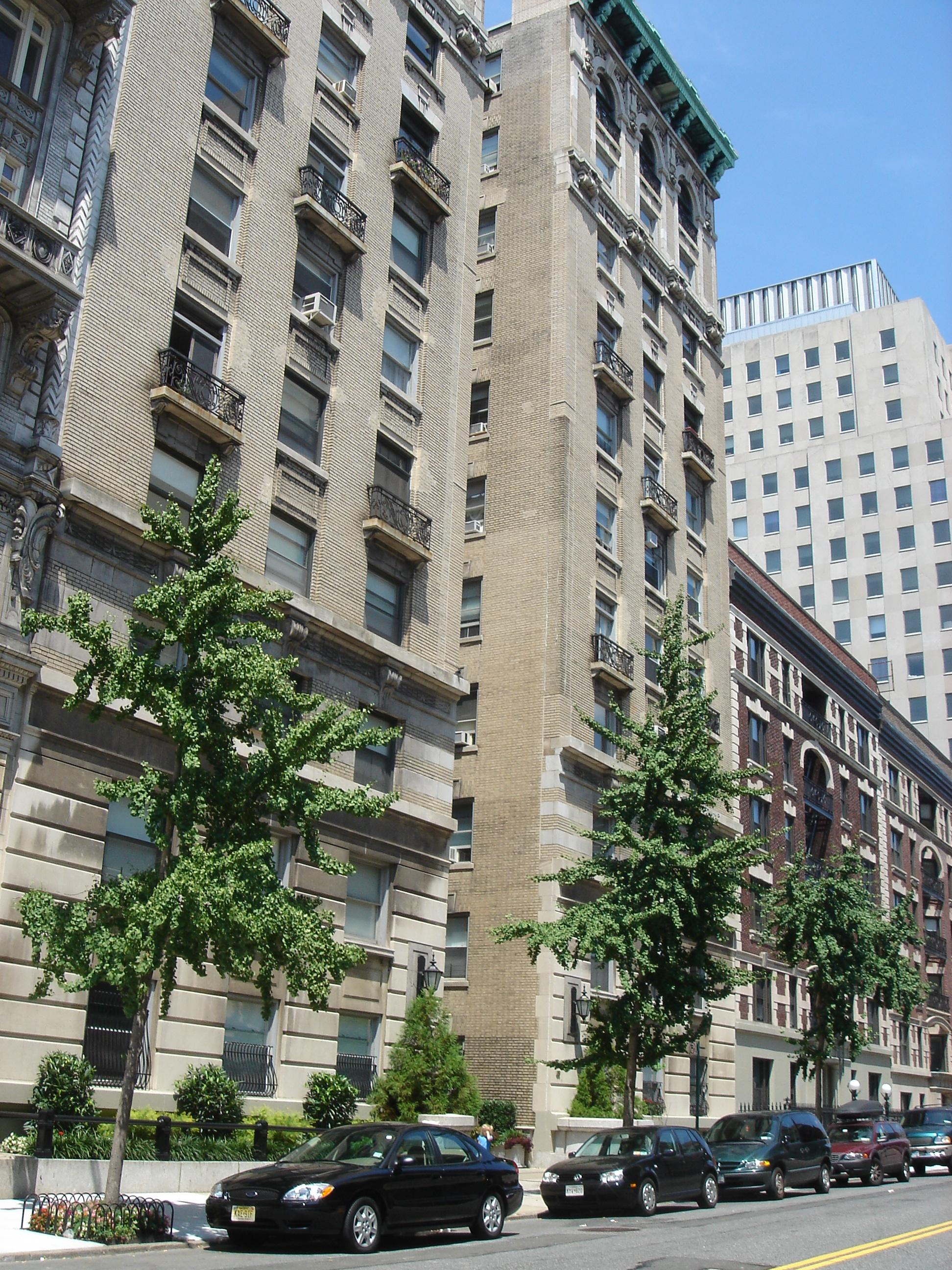
Abitazione di Dodd negli anni '50-'60): 39 Claremont Avenue, Morningside Heights.

Il 9 agosto 1924 ha sposato Elsie Marguerite Firor (1898-2001). David Dodd morì il 18 settembre 1988, all'età di 93 anni, per insufficienza respiratoria al Maine Medical Center, Portland, Maine. Sua figlia, Barbara Dodd Anderson (1932–2010) visse nella California del Nord e fu benefattrice dell'Heilbrunn Center for Graham and Dodd Investing.